# Liste der Monuments historiques in Bologne
Die Liste der Monuments historiques in Bologne führt die Monuments historiques in der französischen Gemeinde Bologne auf.

## Liste der Immobilien
| Bezeichnung        | Beschreibung | Standort                                  | Kennzeichnung | Schutzstatus | Datum | Bild           |
| ------------------ | --- | ----------------------------------------- | ------------- | ------------ | ----- | -------------- |
| Kirche Ste-Bologne | Kirchenschiff um 1200 erbaut, südliche Seitenkapelle bezeichnet 1518, Chor, nördliche Seitenkapelle und Glockenturm ebenfalls aus der ersten Hälfte des 16. Jahrhunderts, Westfassade und Vorhaus aus dem 18. Jahrhundert | Bologne, rue de la Fontaine (Lage)        | PA00078953    | Inscrit      | 1928  | weitere Bilder |
| Château de Marault | Torhaus, 16. Jahrhundert; Wohngebäude und Taubenturm, 18. Jahrhundert; mit Wassergräben und Teilen der Ausstattung | Marault, 2 rue du Maréchal-Leclerc (Lage) | PA00078952    | Inscrit      | 2007  |                |

## Liste der Objekte
| Bezeichnung                   | Beschreibung                                                                                | Standort                                         | Kennzeichnung | Schutzstatus | Datum | Bild |
| ----------------------------- | ------------------------------------------------------------------------------------------- | ------------------------------------------------ | ------------- | ------------ | ----- | ---- |
| Skulptur Madonna mit Kind     | Holz, farbig gefasst, 17. Jahrhundert                                                       | Roôcourt-la-Côte, in der Kirche St-Martin (Lage) | PM52001060    | Classé       | 1908  |      |
| Gemälde Heilige Bolonia       | Ölfarbe auf Holz, 17. Jahrhundert                                                           | Bologne, in der Kirche Ste-Bologne (Lage)        | PM52000123    | Classé       | 1963  |      |
| Weihwassereimer und Aspergill | Metall, versilbert, Mitte des 19. Jahrhunderts                                              | Marault, in der Kirche St-Médard (Lage)          | PM52000888    | Classé       | 1983  |      |
| Taufbecken                    | Stein, 15. Jahrhundert                                                                      | Marault, in der Kirche St-Médard (Lage)          | PM52000887    | Classé       | 1983  |      |
| Reliquiar                     | Bronze, vergoldet, um 1840                                                                  | Marault, in der Kirche St-Médard (Lage)          | PM52000889    | Classé       | 1983  |      |
| Skulptur Heilige Bolonia      | Holz, farbig gefasst und vergoldet, 18. Jahrhundert, Jean-Baptiste Bouchardon zugeschrieben | Roôcourt-la-Côte, in der Kirche St-Martin (Lage) | PM52001061    | Classé       | 1964  |      |